# Sypna tenebrosa
Sypna tenebrosa är en fjärilsart som beskrevs av Butler 1881. Sypna tenebrosa ingår i släktet Sypna och familjen nattflyn. Inga underarter finns listade i Catalogue of Life.